# Chaetonotus aemilianus
Chaetonotus aemilianus är en djurart som tillhör fylumet bukhårsdjur, och som beskrevs av Francesco Balsamo 1978. Chaetonotus aemilianus ingår i släktet Chaetonotus och familjen Chaetonotidae. Inga underarter finns listade i Catalogue of Life.